# Ceratophyllidia papilligera
Ceratophyllidia papilligera (Bergh, 1890) è un mollusco nudibranchio della famiglia Phyllidiidae.

## Descrizione
La lunghezza massima misurata del corpo è di 30 mm.

## Distribuzione e habitat
La profondità minima misurata in cui vive è di 2 metri; la profondità massima misurata è di 185 metri.